# Hossam Hassan
Hossam Hassan Hussein (arabiska: حسام حسن حسين), född 10 augusti 1966 i Kairo, är en egyptisk fotbollstränare och före detta spelare. Under sin spelarkarriär blev han den spelare som gjort flest mål för Egyptens landslag med 68 mål på 176 landskamper. Han har även en tvillingbror, Ibrahim, som han ofta spelat i samma klubb med. Hassan har även deltagit i VM 1990 samt sju upplagor av Afrikanska mästerskapet.

## Spelarkarriär

### Klubblag
Hossam Hassan spelade stora delar av sin karriär i sin moderklubb Al-Ahly, där han gjorde debut 1985 som 18-åring. Under totalt tolv år i klubben så vann han inte mindre än 25 titlar, varav 11 i Egyptiska Premier League. Han kom att lämna klubben 1990 då han skrev på för grekiska PAOK och senare även Neuchâtel Xamax i Schweiz, innan han återvände till Al-Ahly 1992. År 2000 lämnade Hassan Al-Ahly för gott när han skrev på för Al Ain, och senare Al-Ahlys stora rivaler, Zamalek, där han vann CAF Champions League 2002. Hossam Hassan avslutade sin karriär 42 år gammal i Al-Ittihad Alexandria.

### Landslag
Hossam Hassan deltog för Egypten i VM 1990, där Egypten slutade sist i sin grupp efter två oavgjorda matcher mot Nederländerna och Irland, samt en knapp förlust mot England.
Hassan var även med om att vinna Afrikanska mästerskapet vid tre tillfällen; 1986, 1998 och 2006.

## Tränarkarriär
29 februari 2008 blev det klart att Hassan blev träanre för sin gamla klubb El-Masry. Under 2009 tog han över Zamalek som han på tolv matcher tog från 14:e plats till 2:a, med tio segrar och bara en förlust.
2013 blev det klart att Hassan blir förbundskapten för Jordanien.

## Meriter

### Klubblag
Al-Ahly
- Egyptiska Premier League: 1985, 1986, 1987, 1989, 1994, 1995, 1996, 1997, 1998, 1999, 2000
- Egyptiska cupen: 1985, 1989, 1993, 1996
- Afrikanska Cupvinnarcupen: 1985, 1986, 1993
- CAF Champions League: 1987

Al Ain
- Arabian Gulf League: 2000

Zamalek
- Egyptiska Premier League: 2001, 2004
- Egyptiska cupen: 2002
- Egyptiska Super Cupen: 2001, 2002
- CAF Champions League: 2002
- CAF Super Cup: 2003

### Landslag
Egypten
- Afrikanska mästerskapet: 1986, 1998, 2006
- Allafrikanska spelen: 1987
- Arabiska mästerskapet: 1992